# Charlie Spedding
Charlie Spedding (eigentlich Charles Spedding; * 19. Mai 1952 in Bishop Auckland, County Durham) ist ein ehemaliger englischer Langstreckenläufer und Olympiadritter.
1983 wurde er englischer Meister im 10.000-Meter-Lauf in seiner Bestzeit von 28:08,12 min.
Anfang 1984 lief er beim Houston-Marathon zum ersten Mal im Wettkampf die 42,195 km, um herausfinden, ob er über diese Distanz oder die 10.000 m bei den Olympischen Spielen in Los Angeles antreten sollte. Er gewann dieses Rennen um Haaresbreite vor dem zeitgleich gewerteten Massimo Magnani.
Die Entscheidung, auf die lange olympische Distanz zu wechseln, sollte er nicht bereuen, denn einige Monate später gewann er den London-Marathon, und beim olympischen Marathon setzte er sich bei km 35 mit dem späteren Sieger Carlos Lopes und John Treacy vom übrigen Feld ab. Während Lopez sich einige Kilometer später von ihnen lösen konnte, blieb das Rennen um die Silbermedaille bis zuletzt spannend – mit gerade einmal zwei Sekunden Vorsprung verwies Treacy Spedding auf den dritten Platz.
Ein Jahr später wurde er beim London-Marathon Zweiter hinter Steve Jones und stellte dabei mit 2:08:33 h einen englischen Rekord auf, der bis heute (Stand: März 2008) Bestand hat. 1986 wurde er Dritter beim Chicago-Marathon, und beim Marathon der Olympischen Spiele 1988 in Seoul wurde er Sechster.
Da ihm immer wieder Verletzungsprobleme zu schaffen machten, beendete er 1990 seine sportliche Karriere.
In der Folgezeit war er als Apotheker tätig.
Schon während seiner sportlichen Laufbahn engagierte er sich für die Campaign for Real Ale und begründete dies damit, dass, wenn er schon nicht viel Bier trinken könne, es wenigstens das bestmögliche sein solle.